# 日比野六大夫
日比野 六太夫（ひびの ろくだゆう、生没年不詳）は、戦国時代の武将。羽柴秀吉の家臣。日比野六太夫館主。

## 略歴
木曽川沿いの国人を纏め上げる役割を担っていた土豪(川並衆)。

後に蜂須賀小六らと共に木下藤吉郎秀吉に仕えた。

永禄9年（1566年）墨俣城築城の際に前野小右衛門らと共に墨俣押出惣勢子として活躍した。また、永禄7年（1564年）の鵜沼城攻めや永禄10年（1567年）の岐阜城攻め、元亀元年（1570年）金ヶ崎の戦いに従軍した。

尾張国春日井郡、現在の愛知県春日井市の中南部に日比野六太夫館を構えていた。